# Телемост
Телемо́ст (от греч. τῆλε «далеко» и мост) — совокупность технических и организационных мер, направленных на обеспечение двусторонней аудио- и видеосвязи между двумя и более удалёнными объектами посредством телевизионной техники, спутниковой или какой-либо другой связи. Один из видов групповой телекоммуникации.

## Некоторые известные телемосты
- 1962, 23 августа — состоялся первый прямой телемост Европа — США.
- 1967, 25 июня — всемирный телемост «Наш мир».
- 1982, 5 сентября — первый телемост между СССР и США: Москва — Лос-Анджелес[1][2]. Проводился во время молодёжного фестиваля «Мы» в Лос-Анджелесе. Инициаторами первого телемоста стали с американской стороны Стив Возняк, с советской — сценарист Иосиф Гольдин. Режиссировал телемост с советской стороны Юлий Гусман[3]. Проведение телемоста стало возможным благодаря оставшемуся в Москве с Олимпийских игр 1980 года спутниковому оборудованию компании NBC. Телемост проводился без ведущего в формате обмена музыкальными номерами[4].
- 1983, 28 мая — телемост СССР и США, приуроченный к Дню поминовения. Была организована дискуссия, в ходе которой обсуждали заранее оговоренные вопросы, в частности — угрозу ядерной катастрофы. Ведущий Владимир Познер[4].
- 1983 год, июль — телемост между СССР (Москва) и США (Сан-Диего), посвящённый Фестивалю фильмов для детей в рамках 13-го Московского международного кинофестиваля. Каждая сторона предоставила для взаимного просмотра и обсуждения по три фильма. Ведущий Владимир Познер[4].
- 1985 год, 7 мая — телемост между СССР и США, посвящённый 40-летию победы во Второй мировой войне[5].
- 1985, декабрь — телемост Ленинград — Сиэтл (выпускающий — Владимир Мукусев). В советском эфире получил название «Диалог через космос», в американском — «Встреча в верхах рядовых граждан». Это был первый телемост СССР и США без заранее составленного сценария и выбранной темы обсуждения. В начале телемоста обсуждались острые темы: война в Афганистане, ссылка Андрея Сахарова, положение евреев в СССР, закрытые границы, свобода слова и права человека. Дискуссия приобретала политический окрас, однако изменила направление после высказывания одного участника из Сиэтла[4].
- 1986, 28 июня — телемост Ленинград — Бостон, «Женщины говорят с женщинами». Ведущие Владимир Познер и Фил Донахью. Известен тем, что во время его проведения одной из советских участниц была произнесена фраза «Секса у нас нет…» В книге «Влад Листьев. Пристрастный реквием» утверждается, что телемосты появились «с личного благословения» Горбачёва[6]. Там же сообщается, что в этот период на Познера писал доносы его коллега, обвиняя ведущего в «антисоветизме»[7]. Проходили также телемосты Москва — Вашингтон, Москва — София, Москва — Прага, Москва — Кабул.
- 1986 год — телемост «Мы желаем счастья вам», Москва — Миннесота. Памяти Саманты Смит.
- 1987 год — советско-американский телемост журналистов. Тема разговора Познера и Донахью — возможность советско-американской экспедиции на Марс.
- 1988, 31 марта — телемост Москва — Киев (в эфире программы «Взгляд»), в ходе которого проводилось дистанционное безмедикаментозное обезболивание секториальной резекции левой молочной железы с экспресс-биопсией Анатолием Кашпировским. Последний находился в Москве, а пациентка Грабовская Л. В., по профессии медсестра, — в Киеве[8]. Хирург Королёв, ассистент Криворотов. В медицинской карте пациентки вид обезболивания обозначен как «обезболивание внушением по телемосту Москва — Киев. Внушение проводил врач Анатолий Михайлович Кашпировский».
- 1988 год — телемост «Ленинград — Лондон». Телевстреча рок-музыкантов Великобритании и СССР.
- 1989, 2 марта — телемост «Киев — Тбилиси» с дистанционным безмедикаментозным обезболиванием двух полостных операций у двух пациенток — Л. Юршовой и О. Игнатовой. Дистанционное обезболивание без применения гипноза осуществлялось Анатолием Кашпировским. Хирурги — Г. Иоселиани, З. Мегрелишвили, Т. Бочаидзе[9].